# غودزيلا ضد كونغ 2
غودزيلا ضد كونغ 2 هو فيلم وحوش أمريكي أخرجه آدم وينغارد تكملة لفيلم غودزيلا ضد كونغ (2021). الفيلم من بطولة دان ستيفنز وريبيكا هول وبريان تيري هنري عر

## روابط خارجية
- الموقع الرسمي
- غودزيلا ضد كونغ 2 على موقع IMDb (الإنجليزية)
- غودزيلا ضد كونغ 2 على موقع ميتاكريتيك (الإنجليزية)
- غودزيلا ضد كونغ 2 على موقع روتن توميتوز (الإنجليزية)
- غودزيلا ضد كونغ 2 على موقع ألو سيني (الفرنسية)
- غودزيلا ضد كونغ 2 على موقع فيلمافينيتي (الإسبانية)
- غودزيلا ضد كونغ 2 على موقع قاعدة بيانات الأفلام السويدية (السويدية)
- غودزيلا ضد كونغ 2 على موقع قاعدة بيانات الفيلم (الإنجليزية)
- غودزيلا ضد كونغ 2 على موقع ليتربوكسد (الإنجليزية)
- غودزيلا ضد كونغ 2 على موقع كينوبويسك (الروسية)